# Paul Driessen
Paul Driessen (ur. 30 marca 1940 w Nijmegen, w Geldrii) – holenderski reżyser filmowy, twórca filmów animowanych i pisarz. 
Jego animowane filmy krótkometrażowe zdobyły ponad 50 nagród na całym świecie, wliczając w to dwa festiwale AFI Life Achievement Awards w Ottawie i Zagrzebiu. Produkcją nominowaną do Oscara był film pod tytułem Trzy zguby (3 Misses). 
Po ukończeniu studiów projektowania graficznego i ilustracji, Driessen rozpoczął w 1960 tworzenie reklam animowanych dla holenderskiej telewizji. Kilka lat później George Dunning zatrudnił go jako animatora w swoim studiu przy tworzeniu fabularnego filmu pod tytułem Żółta łódź podwodna w 1968. Następnie pomógł mu wyemigrować do Kanady, gdzie Driessen stał się członkiem National Film Board of Canada w 1972. W latach 80. XX wieku Driessen uczył animacji na Uniwersytecie w Kassel. Zastąpił na tym stanowisku Jana Lenicę. 
Unikalny styl Driessena jest łatwo rozpoznawalny ze względu na cienkie, pofałdowane linie. Bohaterowie jego animacji poruszają się najczęściej niezdarnie. W niektórych filmach Driessen (jak na przykład w Na lądzie, na morzu i w powietrzu) dzieli ekran na kilka części, które przedstawiają różne historie dziejące się pozornie niezależnie od siebie.

## Filmografia
- „The Story of Little John Bailey” (1970)
- „Le Bleu perdu” (1972)
- „Air!” (1972)
- „Au bout du fil” („Kocia kołyska”) (1974)
- „Une vieille boîte” („Stare pudło”) (1975)
- „David” (1977)
- „Ei om Zeep” („Zabicie jaja”) (1977)
- „On Land, at Sea and in the Air” („Na lądzie, w morzu i w powietrzu”) (1980)
- „Jeu de coudes” (1980)
- „Het Treinhuisje” („Dom na kółkach”) (1981)
- „Une histoire comme une autre” („Ta sama stara historia”) (1981)
- „La Belle et la boîte” („Oh co za rycerz”) (1982)
- „Tip Top” (1984)
- „Het scheppen van een koe” (1984)
- „Elephantrio” (1985)
- „Spiegel eiland” (1985)
- „The Train Gang” (1986)
- „Getting There” (1986)
- „De Schrijver en de Dood” („Pisarz”) (1988)
- „The Water People” („Wodni ludzie”) (1992)
- „La fin du monde en quatre saisons” („Koniec świata w cztery pory roku”) (1995)
- „3 Misses” („Trzy zguby”) (1998)
- „Le garçon qui a vu l'iceberg” („Chłopiec który zobaczył górę lodową”) (2000)
- „2D or not 2D” (2003)
- „Oh What a Nico” (2004)
- „Oedipus” (2011)